# Pseudaletis tricolor
Pseudaletis tricolor är en fjärilsart som beskrevs av Otto Staudinger 1891. Pseudaletis tricolor ingår i släktet Pseudaletis och familjen juvelvingar. Inga underarter finns listade i Catalogue of Life.